# Rico-homem

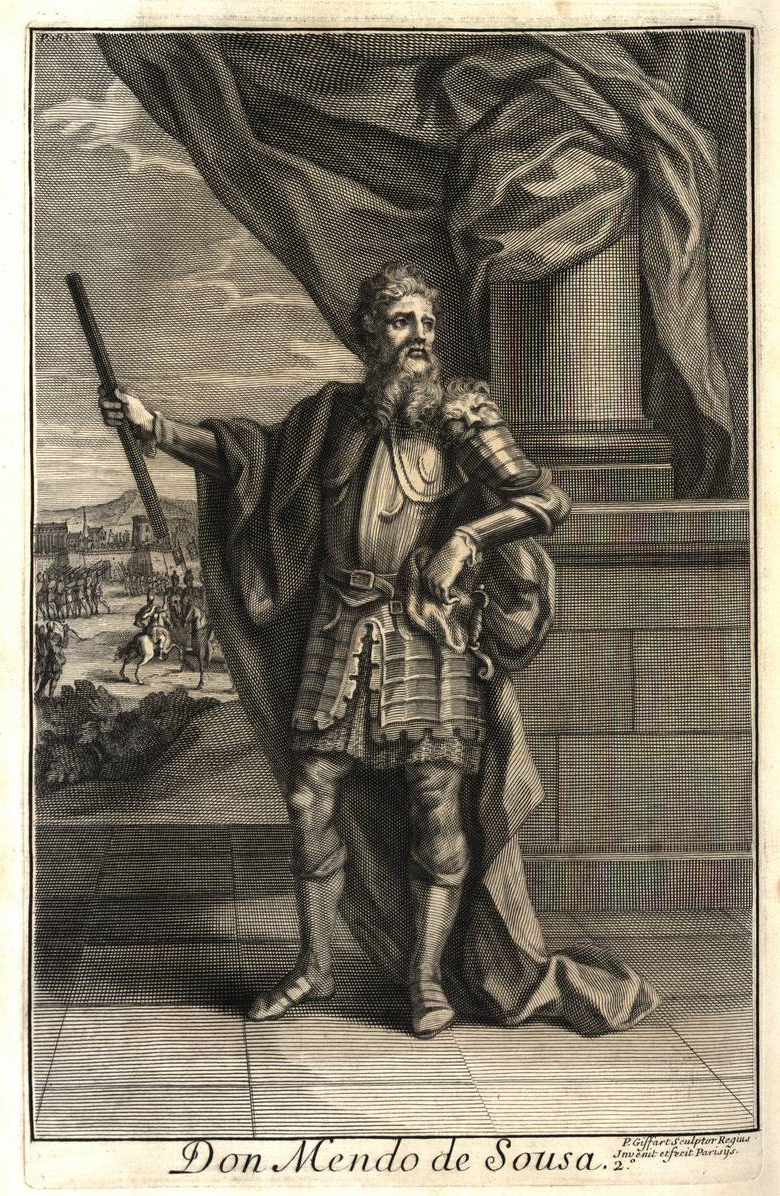
Mendo Gonçalves I de Sousa, rico-homem durante o reino do rei Sancho I de Portugal

Rico-homem, nos séculos XIII a XV, em Portugal, era a designação para o grau mais elevado da nobreza. Os membros deste estrato social, além de deterem os principais cargos públicos, possuíam bens consideráveis e tinham o título nobiliárquico de Dom. Na maioria dos casos, um rico-homem era um nobre de linhagem, isto é, com ascendência fidalga até, pelo menos, aos bisavós. No entanto o rei podia, quer por galardão de serviços prestados, quer por valimento pessoal do nobre ou até por compra, "fazer" rico-homens. O mesmo já não sucedia, por exemplo, com os infanções que formavam o grau da nobreza imediatamente inferior aos ricos-homens e eram fidalgos de linhagem por "definição", não podendo, por isso, ser criados pelo monarca. Aliás, no início, a expressão "rico-homem" sempre se associou mais à noção de autoridade resultante do exercício de um dado cargo público do que propriamente à ideia de fidalguia. Etimologicamente, o termo derivará do germano "Reik", com um significado originário reportado a poder, ao qual se terá juntado a palavra homem, significando: homem poderoso.
Sendo em muito pequeno número no conjunto da nobreza portuguesa, gozavam, no entanto, de um imenso prestígio e autoridade. Na governação assumiam um papel de relevo na cúria ordinária, como colaboradores próximos do rei, além de que sempre participavam nas cúrias plenas, as assembleias que mais tarde originarão as Cortes. Tinham a seu cargo as terras, as circunscrições em que no plano administrativo o reino se dividia à época. As suas funções, dentro do respectivo distrito, equivaliam às do conde da monarquia do Reino de Leão, sendo a sua obrigação principal a de se apresentar ao rei, em campanha, com um determinado número de lanças. Estes contingentes militares era o rico-homem que os alimentava, e daí a sua designação de senhor de pendão e caldeira. Pelos cargos públicos exercidos recebia remuneração da Coroa na forma de determinada quantia (soldada), de alcaidarias, de préstamos (réditos ou terras), de rendimentos fiscais, de acordo com as funções territoriais que desempenhava e os encargos militares.
Nos seus domínios próprios exercia jurisdição completa e gozava de total imunidade face ao fisco. Possuía numerosos vassalos, vivendo inteiramente à sua custa ou servindo-o mediante a paga de determinado soldo, que lhe deviam fidelidade em troca da sua protecção. Tinha direito ao título de Dom (dominus) e gozava de inúmeros privilégios, em geral, comuns a toda a nobreza.
Com o passar dos tempos, devido ao reforço da autoridade real, a importância política do rico-homem foi desaparecendo e no século XV essa expressão já se dissociava de qualquer ideia de cargo público.